# Rostmantlad strimhake
Rostmantlad strimhake (Epinecrophylla haematonota) är en fågel i familjen myrfåglar inom ordningen tättingar.

## Utbredning och systematik
Fågeln delas numera vanligen in i tre underarter med följande utbredning:
- Epinecrophylla haematonota haematonota – östra Peru och västra Brasilien
- Epinecrophylla haematonota pyrrhonota – sydöstra Colombia och södra Venezuela till nordöstra Ecuador, nordöstra Peru och nordvästra Brasilien
- Epinecrophylla haematonota fjeldsaai – östra Ecuador och nordcentrala Peru

Tidigare urskildes de tre underarterna som egna arter: Epinecrophylla pyrrhonota, Epinecrophylla fjeldsaai och haematonota). Trenden är dock att de allt oftare behandlas som del av en och samma art. Vissa för även madeirastrimhake (E. amazonica) till arten.

## Status
Internationella naturvårdsunionen kategoriserar arten som livskraftig.